# Герб Ленского района (Архангельская область)
Герб Ленского района — герб одного из муниципальных районов Архангельской области

## Описание герба
«В серебряном поле с узкими лазоревыми главой и оконечностью — выходящая из оконечности зеленая ель вершиной поверх главы и пониженно поверх неё — две сообращенно сидящие на её ветвях золотые белки».
Герб Ленского муниципального района может воспроизводиться с вольной частью в соответствии со статьёй 6 Закона № 178-23-ОЗ от 15 июля 2003 года «О гербе Архангельской области».
Герб Ленского муниципального района в соответствии с Методическими рекомендациями по разработке и использованию официальных символов муниципальных образований, утверждёнными Геральдическим советом при Президенте Российской Федерации 28 июня 2006 года, может воспроизводиться со статусной короной установленного образца.

## Обоснование символики
Герб языком символов и аллегорий отражает исторические, культурные и природно-географические особенности Ленского муниципального района.
Символика фигур герба многозначна:
— две белки заимствованы из исторического герба Яренска — районного центра, Высочайше утверждённого 2 (13) октября 1781 года.
— белки, сидящие на ели, символизируют богатую северную лесную природу, разнообразную флору и фауну. Западная часть района лежит в пределах одного из крупнейших в Европе массивов тайги, не затронутых вмешательством человека.
Голубые полосы отражает важную роль рек в жизни местного населения, по территории района протекают реки Вычегда, Яренга и ещё целый ряд менее крупных рек.
Серебро — символ чистоты, совершенства, мира и взаимопонимания.
Золото — символ богатства, стабильности, уважения и интеллекта.
Зеленый цвет — символ природы, здоровья, молодости, жизненного роста.
Голубой цвет — символ чести, благородства, духовности, возвышенных устремлений.
Герб утвержден решением Собрания депутатов муниципального образования «Ленский муниципальный район» от 6 мая 2011 года № 89 и внесен в Государственный геральдический регистр Российской Федерации под № 6922.
Авторская группа герба:
идея герба: рабочая группа по разработке символики Ленского района, Константин Моченов (Химки); художник и компьютерный дизайн: Ирина Соколова (Москва); обоснование символики: Кирилл Переходенко (Конаково).